# Iwan Tyszkiewicz
Iwan Tyszkiewicz (także: Iwan Tyszkowic, Jan Tyszkiewicz, Jan Tyskiewicz, Jan Tyszkowicz) (zm. 1611) – członek wspólnoty braci polskich z Bielska Podlaskiego. Oskarżony o bluźnierstwo i herezję ponieważ odmówił złożenia przysięgi na Świętą Trójcę, został skazany na karę śmierci. Od wyroku złożono apelację do króla, wyrok został jednak podtrzymany.

## Życiorys
Wychowany w mieszczańskiej rodzinie katolickiej lub prawosławnej, przyłączył się do braci polskich i został działaczem religijnym, znanym ze swoich poglądów i wypowiedzi propagujących swoje wierzenia. Wzbogacił się po objęciu spadku. Niechętni mu zorganizowali spisek: zaproponowali mu objęcie urzędu ławnika, a gdy Tyszkiewicz się zgodził, zaczęli się domagać, by ten złożył zwyczajową przysięgę na krucyfiks i Trójcę Świętą (której bracia polscy jako unitarianie nie uznawali). W trakcie rozmowy z księdzem doszło do awantury, w wyniku której Tyszkiewicz został uderzony przez księdza i uwięziony. Inne relacje nie potwierdzają tego zajścia z księdzem.
Argumenty Tyszkiewicza i jego obrońców, powołujących się na gwarancje tolerancji religijnej z artykułów konfederacji warszawskiej zostały zignorowane przez sędziego, ale apel do Trybunału poskutkował – Trybunał nakazał Tyszkiewicza wypuścić, a prokurator obłożył grzywną. Sędzia jednak przedłożył sprawę na dwór królewski, a w zmienionym opisie sprawy oskarżono Tyszkiewicza o rzekome bluźnierstwo i profanację krucyfiksu. Dwór królewski na początku odrzucił karę śmierci, ale nakazał Tyszkiewiczowi sprzedanie posiadłości w Warszawie i jej opuszczenie w ciągu sześciu tygodni, pod karą śmierci. Od wyroku tego złożono apelację, na skutek czego sprawą zainteresowała się królowa (Konstancja Habsburżanka), znana z pobożności i dewocji katolickiej i nietolerancji w stosunku do innowierców. Wpływ królowej spowodował ponowne rozpatrzenie sprawy, wobec czego dano Tyszkiewiczowi możliwość odrzucenia wiary braci polskich i przejścia na katolicyzm. Gdy jednak odmówił, skazano go na śmierć.
Tyszkiewicz był torturowany – wyrwano mu język za „bluźnierstwo przeciw Bogu”, a za rzucenie krucyfiksu na ziemię ucięto mu dłoń i nogę. Następnie został ścięty lub spalony na Rynku w Warszawie 16 listopada 1611 Andrzej Lubieniecki opisywał, że ciało Tyszkiewicza po odcięciu języka i dwóch kończyn spalono na stosie.
Tyszkiewicz jest często uważany za pierwszego męczennika braci polskich.